# Казе Коки (Фрозиноне)
Казе Коки је насеље у Италији у округу Фрозиноне, региону Лацио.
Према процени из 2011. у насељу је живело 34 становника. Насеље се налази на надморској висини од 722 м.